# Чжан Чунхуа
Чжан Чунхуа (спрощ.: 张重华; кит. трад.: 張重華; піньїнь: Zhāng Chónghuá; 327-353) — третій правитель Ранньої Лян періоду Шістнадцяти держав.

## Життєпис
Був другим сином Чжан Цзюня. 339 року, коли Чжан Чунхуа виповнилось лише 12 років, батько передав йому частину своїх повноважень. 346 року Чжан Цзюнь розділив свої володіння на три провінції, та зробив Чжан Чунхуа губернатором однієї з них. Того ж року Чжан Цзюнь помер, а Чжан Чунхуа успадкував усі титули батька: для внутрішнього використання — цзіньський титул «Сіпінського удільного ґуна», а в спілкуванні з Пізньою Чжао — титул «Лянського князя».
Історичні джерела подають Чжан Чунхуа як середнього за рівнем правителя, який надто багато часу приділяв розвагам. Невдовзі після його сходження на престол генерали Ван Чжо і Ма Цю, які перебували на службі у Пізньої Чжао, здійснили напад на Ранню Лян та захопили її землі на південь від річки Хуанхе, в тому числі важливе місто Цзіньчен. Чжан Чунхуа спрямував на боротьбу з ними Се Ая, й той зумів відбити подальші напади, втім землі на південь від Хуанхе були втрачені. 347 року з імперії Цзінь прибув посол Юй Гуй, який запропонував Чжан Чунхуа низку посад і титулів, однак серед них не було жаданого ним титулу «Лянського князя».
Невдовзі держава Пізня Чжао розпалась, і значна частина його колишніх західних земель опинилась під владою Фу Цзяня, який 351 року заснував державу Рання Цінь. Ван Чжо, який контролював землі у східній частині сучасної провінції Ганьсу, проголосив себе підданим держави Рання Янь, однак не зміг протистояти Ранній Цінь, й наприкінці 352/початку 353 року перейшов на бік Ранньої Лян. Навесні 353 року Чжан Чунхуа відрядив Ван Чжо, Чжан Хуна й Сун Сю з 15-тисячним військом проти Ранньої Цінь, утім вони зазнали нищівної поразки, втративши до 80 % солдатів. Ван Чжо зумів уяртуватись і втік до столиці, міста Гуцзан. Чжан Чунхуа надав йому ще 20 тисяч вояків, і влітку 353 року він захопив значну частину колишньої цзіньської провінції Цінчжоу (східна частина сучасної провінції Ганьсу). Після того Чжан Чунхуа надіслав петицію імператору Сима Даню, пропонуючи завдати спільного удару по Ранній Цінь, утім цзіньська влада на той момент не була зацікавлена в подібних діях.
Пізніше, того ж року, Чжан Чунхуа захворів, спадкоємцем трону він оголосив свого 9-річного сина Чжан Яоліна. Його старший брат Чжан Цзо організував змову з помічниками Чжан Чунхуа — Чжао Чжаном і Вей Ці — й ті звинуватили Се Ая в злочинах, після чого його вислали зі столиці. Взимку, коли хвороба Чжан Чунхуа посилилась, він спробував повернути Се Ая як регента для Чжан Яоліна, втім Чжан Цзо зумів перехопити той наказ. Невдовзі Чжан Чунхуа помер, і Чжан Цзо став регентом при Чжан Яоліні, а 354 року узурпував трон.